# Osvětimany
Osvětimany es una localidad del distrito de Uherské Hradiště en la región de Zlín, República Checa, con una población estimada a principio del año 2018 de 877 habitantes. 
Se encuentra ubicada al sur de la región, en la zona más occidental de los montes Cárpatos, al este de Praga, cerca de la orilla del río Morava —un afluente izquierdo del Danubio— y de la frontera con Eslovaquia y con la región de Moravia Meridional.